# Morikao
Morikao ist ein Ort im nördlichen Teil des zum Inselstaat Kiribati gehörenden pazifischen Archipels der Gilbertinseln nahe dem Äquator. Im Jahr 2020 hatte der Ort 507 Einwohner.

## Geographie
Der Ort liegt an der Ostküste des Atolls Abaiang, zwischen Koinawa im Nordwesten und Ewena im Südosten. Im Ort gibt es ein lokales traditionelles Versammlungshaus (Morikao Maneaba) sowie die Morikao Church und die Stephen Whitmee High School.

## Klima
Das Klima ist tropisch heiß, wird jedoch von ständig wehenden Winden gemäßigt. Ebenso wie die anderen Orte der Gilbertinseln wird Morikao gelegentlich von Zyklonen heimgesucht.